# Niuman Romero
Niuman Jose Romero (né le 24 janvier 1985 à Barcelona, Venezuela) est un joueur d'arrêt-court de baseball évoluant dans la Ligue majeure avec les Indians de Cleveland en 2009 puis les Red Sox de Boston en 2010. Il fait partie en avril 2014 des Orioles de Baltimore.

## Carrière
Niuman Romero évolue en ligues mineures au sein de l'organisation des Indians de Cleveland de 2005 à 2009. Il porte successivement les couleurs des Burlington Indians (Rk, 2005), des Lake County Captains (A, 2006-2007), des Kinston Indians (AA, 2007-2008), des Akron Aeros (AA, 2009) puis des Columbus Clippers (AAA, 2009). Pour les Clippers, ils évoluent 58 fois au poste d'arrêt-court, 7 fois au premier but, 8 fois au deuxième et 8 fois au troisième.
Il fait ses débuts en Ligue majeure avec les Indians le 8 septembre 2009 et glane dix apparitions au plus haut niveau lors de la fin de saison. Il dispute deux matchs avec les Red Sox de Boston en 2010.
Le 14 décembre 2012, après deux saisons complètes en ligues mineures passées avec différents clubs affiliés aux Blue Jays de Toronto, Phillies de Philadelphie, Mets de New York et Tigers de Détroit, il est mis sous contrat par les Orioles de Baltimore.

## Statistiques
| Saison | Équipe    | G  | AB | R | H | 2B | 3B | HR | RBI | SB | BA    |
| ------ | --------- | -- | -- | - | - | -- | -- | -- | --- | -- | ----- |
| 2009   | Cleveland | 10 | 14 | 2 | 2 | 0  | 0  | 0  | 0   | 0  | 0,143 |
| 2010   | Boston    | 2  | 4  | 1 | 0 | 0  | 0  | 0  | 0   | 0  | 0,000 |
| Totaux | Totaux    | 12 | 18 | 3 | 2 | 0  | 0  | 0  | 0   | 0  | 0,111 |

Note : G = Matches joués ; AB = Passages au bâton; R = Points ; H = Coups sûrs ; 2B = Doubles ; 3B = Triples ; 
HR = Coup de circuit ; RBI = Points produits ; SB = Buts volés ; BA = Moyenne au bâton.